# Craspedosis uniplaga
Craspedosis uniplaga är en fjärilsart som beskrevs av W. Warren 1896. Craspedosis uniplaga ingår i släktet Craspedosis och familjen mätare. Inga underarter finns listade i Catalogue of Life.